# 13. september
13. september er dag 256 i året i den gregorianske kalender (dag 257 i skudår). Der er 109 dage tilbage af året.
Cyprianus dag. Cyprianus blev halshugget i år 258 under Kejser Decius' kristenforfølgelser. Han skrev en mængde beretninger om den tidligste kristne kirke, som i dag er vigtige bidrag til den første kirkehistorie.

### Begivenheder
Født - Dødsfald
- 1748 - Pengeombytning i Danmark, hvor gamle pengesedler skal ombyttes med nye, og 14 dage senere er de gamle sedler ugyldige.
- 1858 - Oceandamperen SS Austria forliser i Nordatlanten efter en brand ombord. Knap 500 mennesker omkommer i en af de værste skibskatastrofer i 1800-tallet.
- 1861 - Kirkelig Forening for den Indre Mission i Danmark stiftes i Stenlille på Sjælland.
- 1922 - I Al’Azizyah i Libyen måles der 58 graders varme i skyggen, hvilket er den højeste målte temperatur nogensinde.
- 1923 - I Spanien overtager general Primo de Rivera magten og opretter et militærdiktatur.
- 1940 - Benito Mussolinis italienske styrker på cirka 300.000 mand begynder et erobringstogt mod Egypten. De kun 30.000 britiske soldater i landet trak sig umiddelbart tilbage, dog kun for senere at gå succesrigt til modangreb. Efter flere ugers offensiv blev 200.000 italienere taget til fange, og Mussolinis drøm om at erobre Nordafrika bristede.
- 1944 - Som den første by i Holland bliver Maastricht befriet af allierede styrker.
- 1959 - USSR's Luna 2 rammer som den første menneskeskabte genstand Månen efter 38½ timers flyvning.
- 1982 - 56 passagerer omkommer ved en flyulykke i Malaga, Spanien, da en spansk DC-10 jumbojet forulykker under starten. Der var 393 om bord i flyet.
- 1986 - Mindst 17 bliver dræbt, da et jordskælv raserer byen Kalamata i det sydlige Grækenland. Jordskælvet blev målt til 6,2 på Richterskalaen.
- 1987 - For femte gang i træk - og syvende gang i alt - vinder Danmark VM i speedway for hold i Prag, Tjekkoslovakiet. På holdet var Hans Nielsen, Erik Gundersen, Tommy Knudsen, Jan O. Pedersen og John Jørgensen. England fik sølv og USA bronze.
- 1989 - Den største protestmarch i 30 år i Sydafrika gennemføres i Kapstaden med 12.000 deltagere. Marchen, der oprindelig var blevet forbudt af politiet, var en protest mod nedskydningen af 23 mennesker en uge tidligere. Den fungerende præsident, de Klerk, ændrede forbuddet og protestmarchen blev fredeligt gennemført.
- 1993 - På plænen foran Det Hvide Hus i Washington D.C. indgår PLO og Israel en historisk aftale om foreløbig fred. Aftalen sikrede palæstinenserne selvstyre på Gazastriben og i byen Jeriko, mens PLO anerkendte Israels ret til at eksistere som selvstændig stat.
- 1993 - Den kinesiske kvinde Wang Junxia sætter i Beijing, Kina verdensrekord i 3.000 meter løb med tiden 8.06,11 minutter. Rekorden stod stadig i 1997.
- 2006 - Skuddramaet på Dawson College finder sted. 2 personer bliver dræbt.
- 2007 - FN's deklaration om oprindelige folks rettigheder bliver vedtaget.
- 2024 - Tidligere folketingsmedlem Kasper Sand Kjær idømmes 60 dages betinget fængsel for bedrageri og falsk anmeldelse.

### Født
- 1811 - Frederik Læssøe, dansk oberst (død 1850).
- 1813 - Clara Schumann, tysk pianist og komponist (død 1896).
- 1853 - Christian Gram, dansk læge og bakteriolog (død 1938).
- 1859 - Anton Rosen, dansk arkitekt (død 1928).
- 1870 - C.N. Hauge, dansk politiker og minister (død 1940).
- 1874 - Arnold Schönberg, østrigsk komponist og musikteoretiker (død 1951).
- 1887 - Theodore Roosevelt, Jr., amerikansk general og generalguvernør (død 1944).
- 1894 - J. B. Priestley, engelsk forfatter (død 1984).
- 1911 - Lilly Helveg Petersen, dansk politiker (død 2005).
- 1914 - Gunnar Bigum, dansk skuespiller (død 1983).
- 1916 - Roald Dahl, britisk forfatter (død 1990).
- 1933 - Bent Hansen, dansk fodboldspiller (død 2001).
- 1944 - Jacqueline Bisset, engelsk skuespiller.
- 1944 - Peter Cetera, amerikansk sanger og sangskriver ("Chicago").
- 1971 - Stella McCartney, engelsk designer.
- 1976 - Jan Lynggaard Sørensen, jazzmusiker.
- 1980 - Ben Savage, amerikansk skuespiller
- 1983 - James Bourne, britisk musiker/sanger i bandet Son of Dork.
- 1983 - Ana Batinic, serbisk håndboldspiller.
- 1990 - Mads Kjøller-Henningsen, dansk folkemusiker.
- 1993 - Niall James Horan, Britisk sanger i One Direction.
- 1995 - Jerry Tollbring, svensk håndboldspiller.

### Dødsfald
- 81 - Titus Flavius Vespasianus, romersk kejser (født 39).
- 1592 - Michel de Montaigne, fransk forfatter (Essais) (født 1533).
- 1598 - Philip II af Spanien, spansk konge (født 1527).
- 1870 - Orla Lehmann, dansk politiker (født 1810).
- 1877 - Alexandre Herculano,  portugisisk digter og historiker (født 1810).
- 1931 - Lili Elbe, dansk maler (født 1882)
- 1949 - August Krogh, dansk zoolog og fysiolog (født 1874).
- 1953 - Gustav Rasmussen, dansk udenrigsminister (født 1895).
- 1967 - Varian Fry, amerikansk journalist (født 1907).
- 1977 - Kai Rosenberg, dansk komponist og kapelmester (født 1898).
- 1987 - Else Hvidhøj, dansk skuespiller (født 1937).
- 1991 - Aage Damgaard, dansk fabrikant, restauratør og kunstsamler (født 1917).
- 1994 - Jessica Tandy, skuespillerinde - 85 år.
- 1996 - Tupac Amaru Shakur, amerikansk rapper (født 1971).
- 2023 - Roger Whittaker, britisk sanger og sangskriver (født 1936)

|  | Denne datoartikel kan blive bedre, hvis der indsættes et (bedre) billede Du kan hjælpe ved at afsøge Wikimedia Commons for et passende billede eller uploade et godt billede til Wikimedia Commons iht. de tilladte licenser og indsætte det i artiklen. |